# Helen Langehanenberg
Helen Langehanenberg, född den 21 maj 1982 i Münster i dåvarande Västtyskland, är en tysk ryttare.
Hon tog OS-silver i lagtävlingen i dressyr i samband med de olympiska ridsporttävlingarna 2012 i London.